# Ettore Janni
Ettore Janni (Vasto, 11 ottobre 1875 – Milano, 21 febbraio 1956) è stato un giornalista, critico letterario e politico italiano.

## Biografia

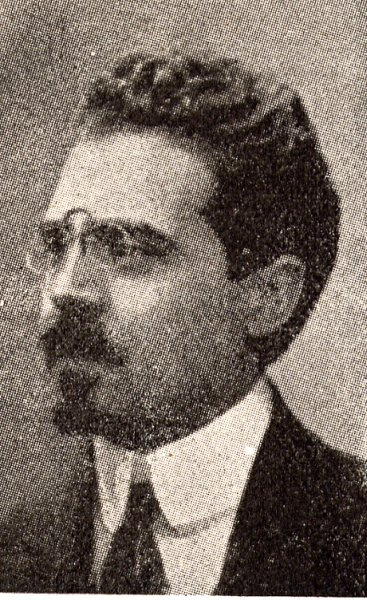
Ettore Janni giovane deputato.

Proveniente da una famiglia di origini modeste (il padre era tappezziere e la madre cucitrice, entrambi di Atessa), Ettore Janni portò avanti gli studi giovanili non senza difficoltà. Da Vasto si trasferì a Chieti, dove ebbe modo di mantenersi lavorando e scrivendo sulla stampa locale (La Cecale e Domani); qui conseguì la maturità classica. Nel biennio 1899-1900 diresse "Il Novello", giornale dell'editore chietino Marchionne.
Dopo gli studi universitari, svolti a Firenze, iniziò l'attività giornalistica a Napoli. Successivamente si trasferì a Milano: entrò nel quotidiano «La Lombardia» come redattore. Una rapida carriera lo portò alla direzione del giornale.
Nel 1903 fu assunto al «Corriere della Sera» con l'incarico principale di curare la rubrica di recensioni letterarie. La notevole competenza, unita ad una penna brillante, ne fecero una delle firme più apprezzate del quotidiano milanese.
Alle elezioni politiche del 1919 venne inserito in una lista di combattenti e fu eletto deputato al Parlamento per la circoscrizione di Chieti. Al tempo della candidatura politica entrò in stretta amicizia con il conterraneo Gabriele D'Annunzio, insieme al quale lavorò a diverse iniziative letterarie.
Nel novembre 1925, in segno di solidarietà con il direttore del «Corriere», l'amico Luigi Albertini costretto dal regime fascista a lasciare il giornale, si dimise condividendone la sorte. Negli anni successivi condusse vita ritirata, conducendo l'attività di biografo e di critico letterario, costretto spesso a scrivere in forma anonima. “Index” fu il più usato dei suoi pseudonimi.
Caduto il fascismo, fu chiamato alla direzione del «Corriere della Sera», che assunse a partire dal 1º agosto 1943; era in carica alla data dell'8 settembre, quando fu dichiarato l'Armistizio di Cassibile. Il giorno successivo abbandonò l'incarico e fu costretto a riparare in Svizzera per sfuggire alla caccia dei nazisti che avevano messo una taglia sulla sua testa.
Dopo la guerra il Partito Liberale milanese lo nominò direttore del suo organo ufficiale, «La Libertà».  
Degli anni cinquanta è la pubblicazione della sua più importante fatica letteraria, i quattro volumi de I poeti minori dell'Ottocento, editi tra il 1955 e il 1958.
Dopo la morte fu solennemente commemorato in Parlamento nella seduta del 25 febbraio 1956 da Cesare Degli Occhi, deputato monarchico che aveva partecipato attivamente alla Resistenza.
La biblioteca privata di Ettore Janni comprendente oltre 30.000 libri, l'epistolario, i manoscritti, una raccolta di fotografie di interesse abruzzese, fu donata dai figli alla Biblioteca provinciale "A.C. De Meis" di Chieti.

## Opere
La lista delle opere di Ettore Janni conta oltre cento titoli e edizioni, oltre agli innumerevoli articoli pubblicati in riviste, periodici e quotidiani.
- Machiavelli, Milano, Martinelli, 1927
- Rapsodia abruzzese, Milano, N. Moneta, 1935; 2. ed. a cura della «Famiglia abruzzese molisana di Milano», Milano, N. Moneta, 1959;
- In piccioletta barca. Libro della prima conoscenza di Dante. Ed 1936-Agnelli editore
- Memorie di deputato, Roma-Milano, Edizioni Mondadori,1922;
- I poeti minori dell'Ottocento, 4 voll., vol. 1; Classicisti e Romantici, Milano, Rizzoli editore, 1955, vol. 2; Poesia della patria ed eredità del Risorgimento, Milano, Rizzoli editore, 1955, vol. 3; Reazioni romantiche e antiromantiche, Milano, Rizzoli, 1958; vol. 4; Da un secolo all'altro, Milano, Rizzoli, 1958;

## Lettere e carteggi
- Il carteggio Janni, a cura di Umberto Russo, Chieti, Biblioteca provinciale, [1999], III, 173 p., 24 cm. (Contiene: Ettore Janni interprete politico e storico della Società italiana contemporanea, di Raffaele Colapietra.
- Vito Moretti, Storia di un'amicizia nel carteggio inedito Janni - d'Annunzio, in “Rassegna dannunziana”, Anno 2000, 37, pp. 25–34;